# Rheumaptera ithys
Rheumaptera ithys är en fjärilsart som beskrevs av Louis Beethoven Prout 1937. Rheumaptera ithys ingår i släktet Rheumaptera och familjen mätare. Inga underarter finns listade.